# Ruhrupproret

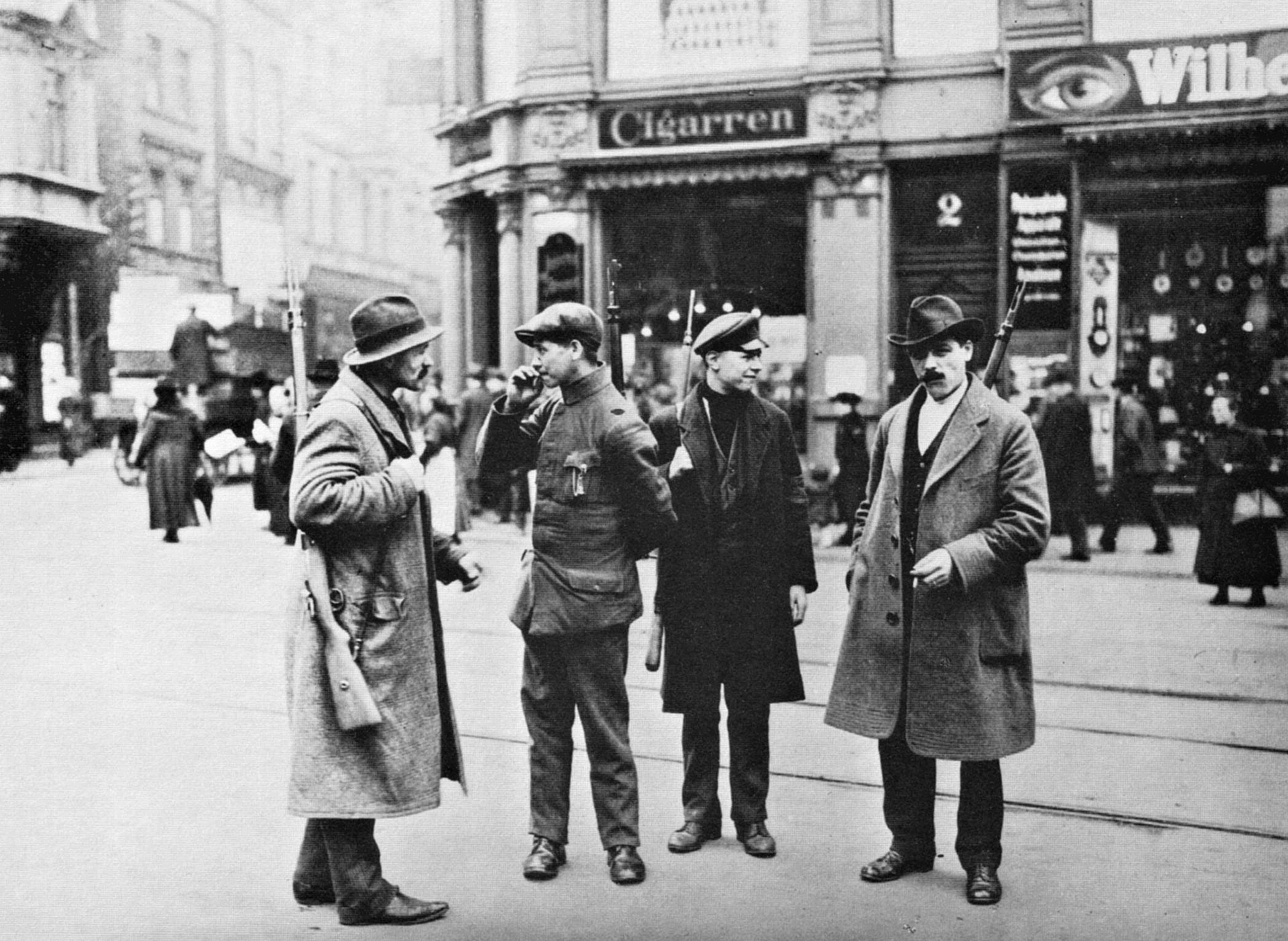
Medlemmar i Röda Ruhrarmén i Dortmund

Ruhrupproret (tyska: Ruhraufstand) eller marsupproret (Märzaufstand) var en socialistisk arbetarrevolt i Ruhrområdet i Tyskland i mars 1920. 
Målet med upproret var från början att följa uppmaningen till generalstrejk från de socialdemokratiska medlemmarna av den tyska regeringen, fackföreningarna och andra partier som svar på Kappkuppen (en statskupp med målet att störta Weimarrepubliken och återinföra monarki) den 13 mars 1920.
Efter Kappkuppen misslyckats skickade den tyska regeringen in Riksvärnet (den tyska armén) och högerextrema frikårer för att slå ner Ruhrupproret. Detta gjordes med avsevärd brutalitet och summariska avrättningar av fångar och uppskattningsvis 1 000 arbetare dödades.